# 70mm-film

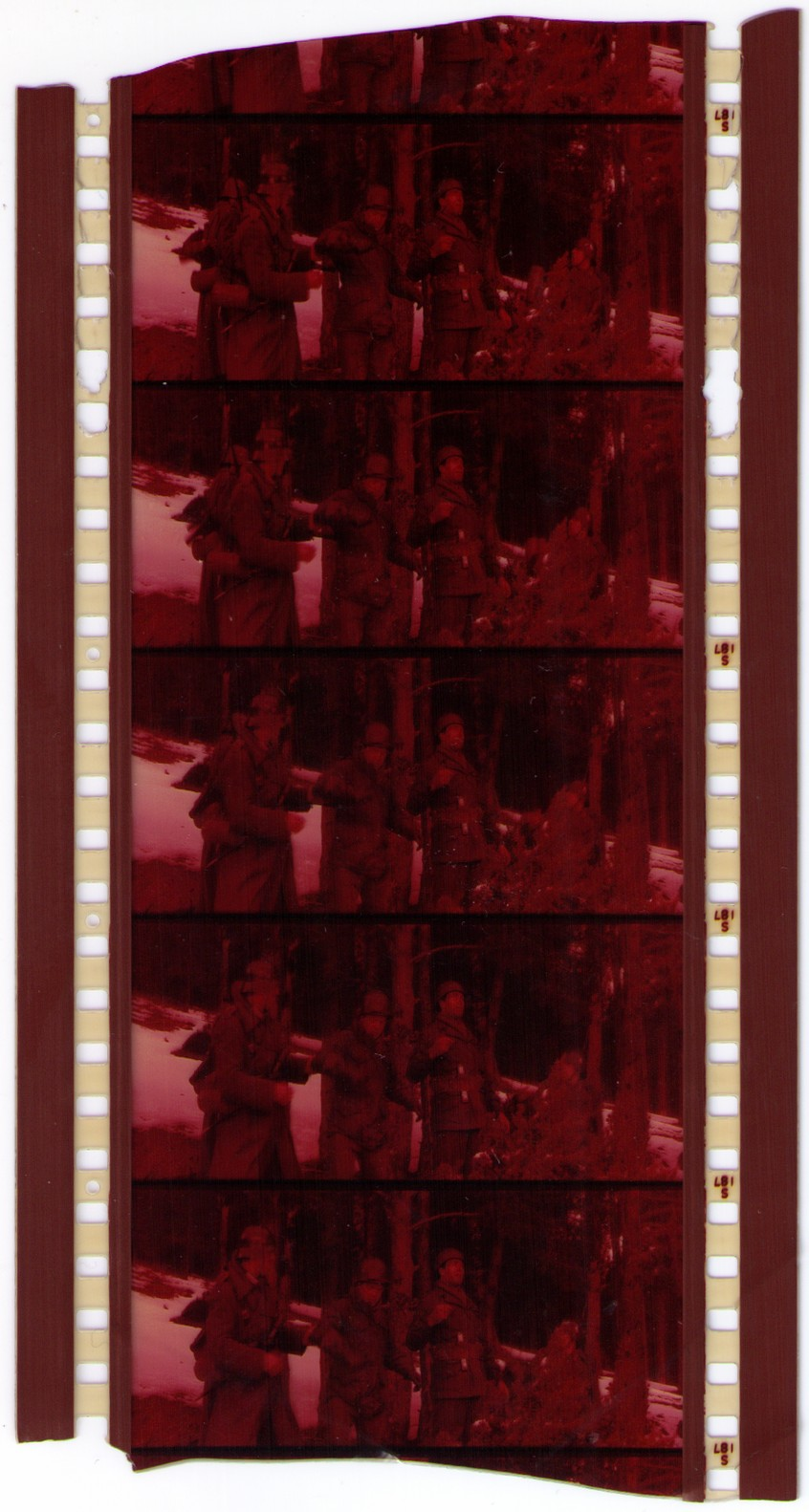
Een 70mm-filmstrook

70mm-film of 70 mm is een breedbeeld-filmformaat voor het opnemen van film en biedt circa 3,5 keer meer oppervlakte dan het standaard 35mm-filmformaat. Het is hierdoor beter geschikt voor gedetailleerde opnamen met ruimte voor extra vergrotingen en projectie op grotere schermen. De beeldverhouding van 2,2:1 is vergelijkbaar met die van CinemaScope zonder dat anamorfische lenzen nodig zijn.
Het formaat is zelden gebruikt voor speelfilms. Het werd in die enkele gevallen ingezet voor bijzondere opnamen of delen van een film. Filmstroken die meer dan 35 millimeter breed zijn, worden doorgaans brede film genoemd.
Een bijzonder kenmerk is het Special Venue-proces (8/70) met fisheye-objectief. Dit formaat maakt gebruik van 70mm-film met een afbeelding door acht perforatiegaten met verticale filmverplaatsing. Dit resulteert in de beeldverhouding van 1,26:1, die wordt vertoond in speciale koepelvormige bioscopen met gebogen schermwanden.
Een horizontale variant van 70 mm, met een nog groter beeldoppervlak, wordt toegepast voor het IMAX-formaat.

## Technische specificaties
- sferische lenzen
- 5 perforaties per frame
- 42 frames per meter
- 34,29 meter per minuut
- verticale filmverplaatsing
- 24 frames per seconde
- diafragma: 52,63 bij 23,01 millimeter
- projectie-opening: 48,56 bij 22,10 millimeter
- filmrol: 305 meter, 9 minuten, 4,5 kilogram
- beeldverhouding: 2.2:1